# Способ словообразования
Спо́соб словообразова́ния — метод образования новых слов с использованием определённого словообразовательного средства. В русистике способ словообразования часто рассматривается как классификационная единица словообразовательной системы, объединяющая ряд словообразовательных типов с одним и тем же видом форманта, независимо от его материального воплощения (или совокупность мотивирующих, или производных слов, объединённых общностью форманта). Способы словообразования группируются по числу мотивирующих основ у мотивированных слов (одному и более); по наличию или отсутствию аффикса в качестве словообразовательного форманта; по числу формантов, использованному при образовании мотивированного слова (одному форманту или их комбинации). Словообразовательные способы различаются по степени продуктивности, заключающейся в возможности образования тем или иным способом новых слов в ограниченным или неограниченном количестве. Разными исследователями выделяется различное число способов словообразования: в работах Е. А. Земской насчитывается 12 способов, в описании словообразования В. В. Лопатина и И. С. Улуханова в издании «Русской грамматики» — 15 способов, в работах А. И. Моисеева — 19 способов, кроме того, И. С. Улуханов в своих работах описывает 79 узуальных и окказиональных способов словообразования, а В. П. Изотов — более 100 способов образования окказиональных слов.

## Классификация В. В. Виноградова
Первой научно обоснованной классификацией способов словообразования считается классификация В. В. Виноградова. Он предложил деление способов словообразования на 4 группы (свои варианты этой классификации позднее предложили А. Н. Тихонов и Н. М. Шанский):
1. Лексико-семантический способ. Образование нового слова методом переосмысления прежнего его значения в результате распада многозначного слова на омонимы. Например, успевать → успевать (в значении «хорошо учиться»); голосовать → голосовать (в значении «просить транспорт остановиться жестом руки»); кулак → кулак (в значении «богатый крестьянин»). Такой способ требует длительного времени, поэтому его относят к диахроническим. Ряд исследователей, в частности, М. Докулил, не относят лексико-семантический способ к словообразовательным способам, поскольку при распаде полисеманта возникают новые лексемы и новые семемы. В подтверждение этому В. Н. Немченко говорит об отсутствии между значениями появляющихся омонимов словообразовательных отношений. Ряд языковедов называют появление омонимов «креацией» (изобретением произвольного немотивированного знака). В то же время Б. И. Осипов и В. М. Марков склонны видеть в лексико-семантическом способе словообразовательный процесс, в котором выделяют три типа: метонимию, метафору и конверсию.
2. Лексико-синтаксический способ. Образование нового слова путём сочетания двух и более слов в процессе их совместного словоупотребления в одну лексическую единицу. В одном случае при образовании нового слова могут быть утрачены отношения мотивации и произойти значительные фонетические изменения, характерные для процесса диахронии: спаси бог → спасибо, есть ли → если. В другом случае фонетических изменений не происходит: ума лишённый → умалишённый, здраво мыслящий → здравомыслящий.
3. Морфолого-синтаксический способ. Образование нового слова путём перехода слов из одной части речи в другую. При этом фонетических изменений не происходит, изменяются только семантические и грамматические свойства мотивированного слова: горничная, гостиная, набережная, мостовая, больной (переход из разряда имён прилагательных в разряд имён существительных)[~ 1]; заведующая, отдыхающий, учащийся, командированный (переход из разряда причастий в разряд имён существительных), обобщающие (исследования) (переход из разряда причастий в разряд имён прилагательных); верхом, мигом, рядом (переход формы косвенного падежа имени существительного в наречие), друг друга (переход из разряда имён существительных в разряд местоимений), ужас! батюшки! (переход из класса имён прилагательных в междометие). Среди указанных изменений синхронными являются только переход имён прилагательных в существительные и причастий — в прилагательные. В этот способ В. В. Виноградов включил также словосложение. Н. М. Шанский оставил только перехода слов из одной части речи в другую, выделив в нём два процесса: лексикализацию грамматической формы, при которой слово приобретает все признаки той части речи, в которую переходит: прямиком (форма имени существительного прямик в творительном падеже единственного числа) → прямиком (наречие), и семантико-грамматическое переоформление с сохранением прежних форм словоизменения при смене грамматических и синтаксических признаков: передняя (имя прилагательное) → передняя (имя существительное).
4. Морфологический способ. Образование нового слова при помощи присоединения к мотивирующей основе или слову словообразовательных морфем:
  - сложение основ — образование нового слова из двух и более основ, включающее основосложение (нефтепровод, красно-чёрный) и словосложение (вагон-ресторан, иван-чай); в первом случае образуются слова, распадающиеся на морфемы, во втором случае — на самостоятельные слова;
  - безаффиксный способ (в терминологии В. В. Виноградова — «фонетико-морфологический») — образование новых слов, имён существительных от глаголов и от имён прилагательных, типа чёрный → чернь, выходить → выход; позднее словообразовательное средство, используемое в этом способе, назвали нулевым аффиксом;
  - аффиксальный способ с несколькими подтипами — образование новых слов при помощи суффиксов, префиксов, постфиксов и их комбинаций: учи-тель, плов-ец; под-мести, рас-чудесный; мыть-ся, когда-то; со-курс-ник, за-столь-н-ый; со-звонить-ся, про-говорить-ся; толп-и-ть-ся, ветв-и-ть-ся; у-досуж-и-ть-ся, пер-шёпт-ыва-ть-ся.

В дальнейшем классификация В. В. Виноградова пересматривалась и дополнялась, послужив основой для всех последующих классификаций способов словообразования. В частности, Н. М. Шанский выделил ещё два словообразовательных способа: сложно-суффиксальный способ (черн-о-мор-ец) и аббревиацию (БСЭ — Большая советская энциклопедия, авто, кино).

## Классификация В. В. Лопатина и И. С. Улуханова
В классификации способов словообразования В. В. Лопатина и И. С. Улуханова, представленной в издании «Русской грамматики» 1980 года, выделяются две большие группы слов, образованные от одной мотивирующей основы, и образованные от двух и более мотивирующих основ:
I. Способы образования слов, имеющих одну мотивирующую основу:
- суффиксация (формант — суффикс и в изменяемых словах — дополнительно словоизменительный аффикс): груз-чик, дожд-лив-ый, обед-а-ть, два-жды; раскол (с нулевым суффиксом);
- префиксация (формант — префикс): пра-дед, пере-писать, пре-мудрый, после-завтра;
- постфиксация (формант — постфикс): мыть-ся, где-нибудь;
- префиксально-суффиксальный способ (формант — сочетание префикса, суффикса и в изменяемых словах — флексии): при-морь-/j/-е, бес-крыл-ø-ый, по-стук-ива-ть, по-детск-и;
- префиксально-постфиксальный способ (формант — сочетание префикса и постфикса): на-гулять-ся, до-копать-ся;
- суффиксально-постфиксальный способ (формант — сочетание суффикса, постфикса и в изменяемых словах — флексии): нужд-а-ть-ся, горд-и-ть-ся;
- субстантивация имён прилагательных и причастий (формант — система флексий имени существительного, представляющая часть системы флексий мотивирующего слова — имени прилагательного или причастия): операционная, дежурный, рассеянный, заведующий.

II. Способы образования слов, имеющих более чем одну мотивированную основу:
- сложение (чистое сложение) (формант состоит из интерфикса, указывающего на связь компонентов слова и утрату морфологического значения предшествующего компонента, из упорядоченной последовательности компонентов и одного основного ударения): мороз-о-стойкий, перв-о-источник, пол-у-обернуться, царь-пушка (с нулевым интерфиксом);
- суффиксально-сложный способ (сложение в сочетании с суффиксацией) (формант состоит из сочетания форманта сложения с формантом суффиксации): земл-е-проход-ец, красн-о-дерев-щик;
- сращение (формант — упорядоченная последовательность компонентов, в которой подчинённый компонент следует первым, и одно основное ударение: долго-играющий (слово полностью тождественно синонимичному словосочетанию долго играющий);
- аббревиация (формант — усечение основ мотивирующего сочетания слов безотносительно к морфемным границам, одно основное ударение и система флексий) — все типы сокращённых и сложносокращённых слов: РСФСР (произношение — эрэсэфэсэр) — Российская Советская Федеративная Социалистическая Республика, загс — запись актов гражданского состояния, завхоз — заведующий хозяйством, гороно — городской отдел народного образования, запчасти — запасные части, завкафедрой — заведующий кафедрой, военкомат — военный коммисариат.

Кроме этого, в «Русской грамматике» отмечаются малопродуктивные смешанные способы словообразования:
- префиксально-суффиксально-постфиксальный способ: при-поздн-и-ть-ся, рас-кошел-и-ть-ся;
- префиксальносложный способ: о-плод-о-твор-и-ть;
- префиксально-суффиксально-сложный способ: в-пол-голос-а, в-пол-сил-ы;
- сращение в сочетании с суффиксацией: ничего-недела-/ниj/-е, от-се/б’-а/тина, зло-употреб-и-ть;
- промежуточный способ между аббревиацией и сложением: борт-механик, рыб-о-завод, Экспорт-лес.

Мотивированные слова, являющиеся эквивалентами словосочетаний, характерные прежде всего для неофициальной речи, авторы «Русской грамматики» относят к различным способам словообразования: к суффиксации (лабораторная работа → лаборатор-ка, Орловская область → Орлов-щина; к субстантивации (сборная команда → сборная); к чистому сложению (хлебный завод → хлебозавод); к аббревиации (лесное промышленное хозяйство → леспромхоз).